# Nuculana tanseimaruae
Nuculana tanseimaruae is een tweekleppigensoort uit de familie van de Nuculanidae. De wetenschappelijke naam van de soort is voor het eerst geldig gepubliceerd in 1985 door Tsuchida & Okutani.